# هویت‌های مرگبار
هویت‌های مرگبار نام یکی از کتاب‌های امین معلوف می‌باشد . این کتاب شامل ۴ بخش است.
بخش اول : هویت من تعلقات من
بخش دوم : وقتی تجدد را دیگران می آورند
بخش سوم : زمان قبایل جهانی
بخش چهارم : رام کردن پلنگ
امین معلوف در این کتاب، آنچنان‌که می‌تواند خود را به گوش همه برساند؛ اما در این سخن باید دقت کرد زیرا او به هیچ وجه قصد ندارد تا تک تک «ما» را به یک جمع بسته تقلیل دهد. یعنی به یک «هویت قبیله‌ای» تبدیل کند. به عکس تلاش معلوف همه صرف این می‌شود که ما را به بازبینیِ موقعیت‌های متفاوتِ هویتِ «خود» نزدیک سازد؛ درست به همان شکل که همه روزه، خود را در آنها، تجربه می‌کنیم. معلوف به جای آنکه خود را درگیرِ افسانه‌ ی «خودهای چند پاره» یا «خود یگانه» سازد، (و بدین ترتیب انرژی خود را به غلط صرف حمایت از یکی از آن دو کند،) بر وضعیتِ ترکیبی‌ای انگشت می‌گذارد که همه روزه در حال تجربه‌اش هستیم؛ و در آنها «زندگی می‌کنیم». آنهم با زوم کردنِ به موقع بر انواع متفاوتِ «تعلقات»ی که بهشان وابسته‌ایم؛ آنچه معلوف به بحث می‌گذارد در واقع یکی از مباحث بسیار مهم «شبکه‌های اجتماعی» در جهان حاضر است که با قلم و نگاه پختهٔ وی ثبتِ تاریخی می‌شود، به عنوان مثال می‌گوید:
«بسیاری چیزها مرا از هر مسیحی، چون از هر عرب و از هر مسلمان جدا می‌کند، اما از سوی دیگر با هر یک از آنها یک خویشاوندی انکار ناپذیر وجود دارد، در یک مورد دینی و فکری، در مورد دیگر زبانی و فرهنگی. [...] واقعیت دیگر این است که در عین حال عرب و مسیحی بودن یک وضعیت خیلی خاص است، وضعیتِ خیلی در اقلیت دوگانه، شخص را عمیقاً و پایدار تحت تأثیر قرار می‌دهد؛ در مورد خود، انکار نمی‌کنم که این واقعیت در بسیاری از تصمیم‌هایی که مجبور بوده‌ام در زندگی بگیرم، از جمله نوشتن این کتاب، تعیین کننده بوده است. با ملاحظهٔ جداگانه‌ی این دو مؤلفه هویتّم، خواه از راه زبان خواه از راه دین، با نیمی از بشریت احساس نزدیکی می‌کنم؛ و با ملاحظه هم زمان این دو معیار با ویژگی‌ام رویاروی می‌شوم. می‌توانم همان ملاحظه را با سایر مؤلفه‌های هویتّم از سر بگیرم: در واقعیتِ فرانسوی بودن با شصت میلیون شخص، در واقعیتِ لبنانی بودن با هشت تا ده میلیون شخص، با احتساب لبنانی‌های پراکنده در دنیا، شریک هستم؛ اما در واقعیتِ همزمان فرانسوی و لبنانی با چند شخص شریکم، حداکثر چند هزار شخص ...» (صص ۲۴ ـ ۲۵).